# Gustav Böhm (Musiker)
Gustav Böhm (* 14. Juni 1823 in Pest, Kaisertum Österreich; † 23. Juni 1878 im IV. Bezirk, Budapest, Königreich Ungarn) war ungarischer Dirigent, Dramaturg und Opernregisseur.

## Leben
Ab seinem sechsten Lebensjahr erhielt Gustav Böhm Musikunterricht. Im Alter von 13 Jahren war er unter der Leitung von Franz Erkel bereits Violinist am Deutschen Theater in Pest. Er besuchte darauf das Konservatorium in Wien. Nach seiner Rückkehr nach Pest wurde er Mitglied des Ensembles am dortigen Ungarischen Nationaltheater. Mit einem 12 Mann starken Männerchor dieses Theaters ging Böhm auf eine Konzertreise, die ihn unter anderem nach Venedig, Paris, Dresden, Leipzig und nach Schönbrunn (Auftritt vor der kaiserlichen Familie) führte. Nach seinen Reisen übernahm er die Position des Dirigenten am Deutschen Theater in Pest. 
Nach 1867 übernahm Böhm die Chorleiter- und Kapellmeisterstelle der Theater in Arad, dann in Raab. In Arad schuf er die Musik zu Emmerich Vahots Volksstück „Husarentrick“. Böhm übersetzte zehn fremdsprachige Opern (unter anderem Richard Wagners Lohengrin und Rienzi) in die ungarische Sprache und führte Wagner-Opern in verschiedenen italienischen Städten auf. Er gilt auch als Begründer des Ungarischen Landes-Gesangsvereins. Zuletzt bekleidete er die Position des Opernregisseurs am Ungarischen Nationaltheater in Pest.